# 哈日诺尔 (克尔伦苏木)
哈日诺尔是位于中国内蒙古自治区呼伦贝尔市新巴尔虎右旗克尔伦苏木的一个湖泊。其位置约在东经115°45′，北纬48°07′。湖面海拔619.50米，面积达1.5平方公里。该湖的主要沉积物为芒硝。哈日诺尔在蒙古语中的意思是黑湖。